# Torgallmenningen

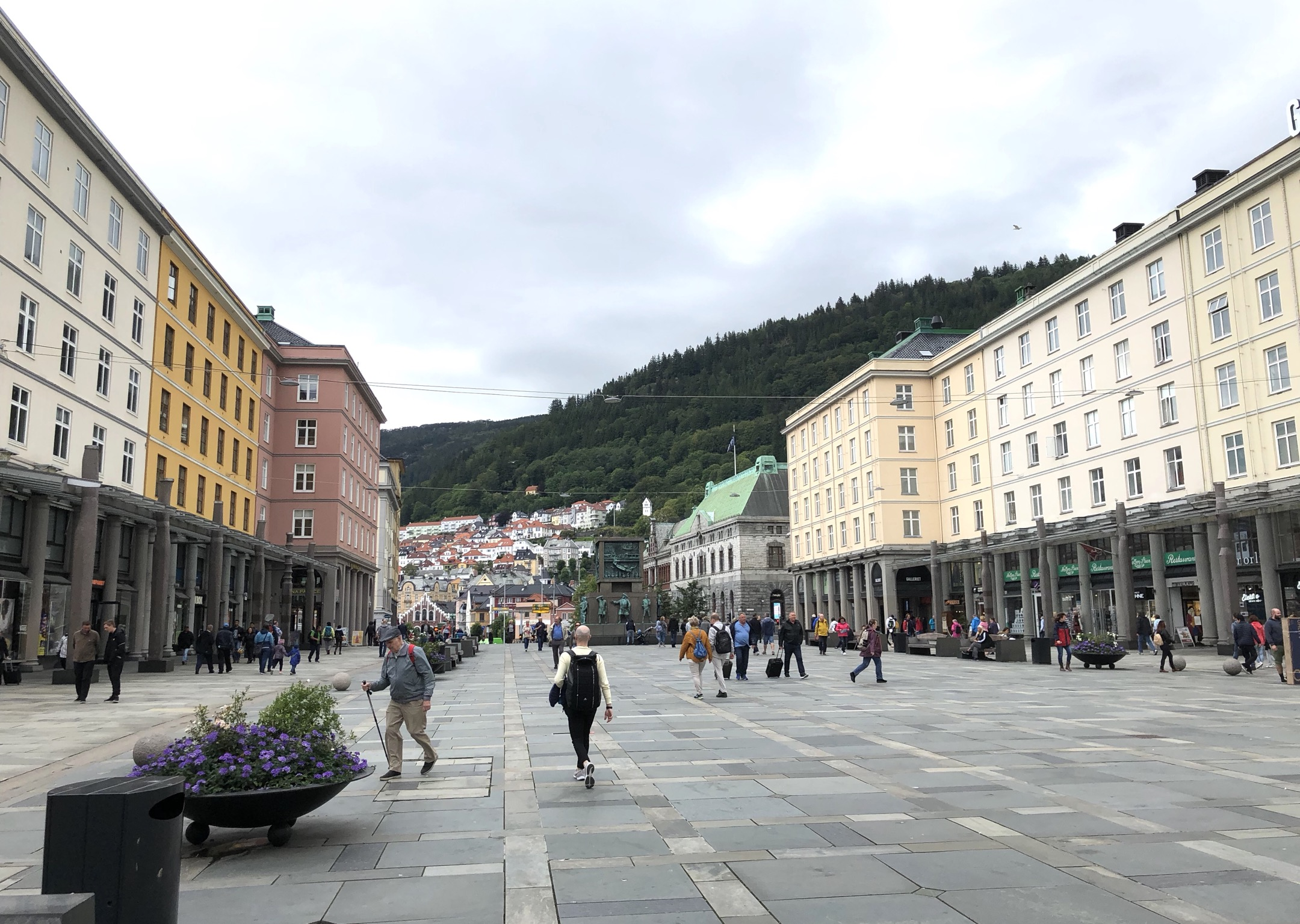
Torgallmenningen, Blick von Süden, 2019

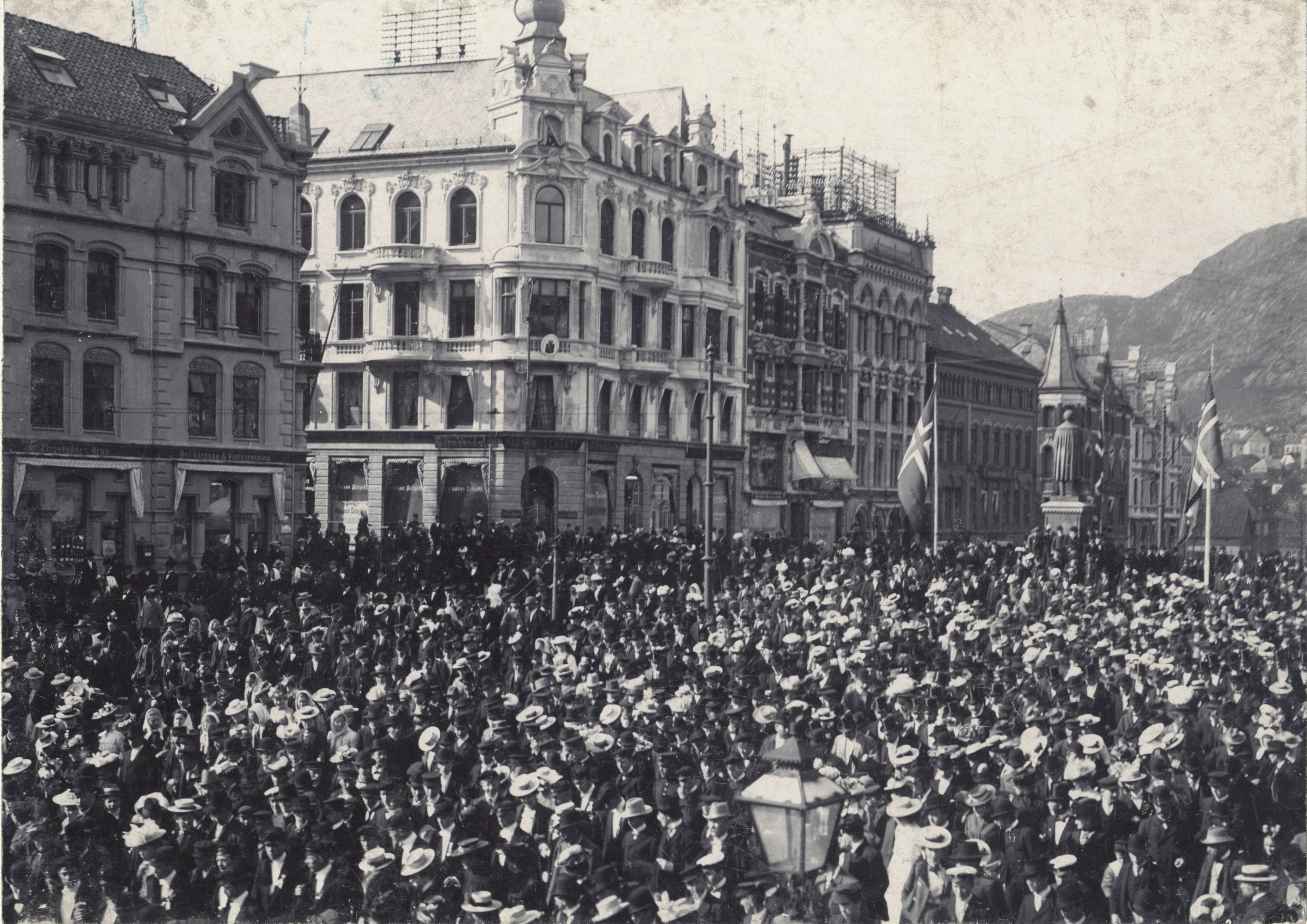
Platz vor dem Stadtbrand, um 1905

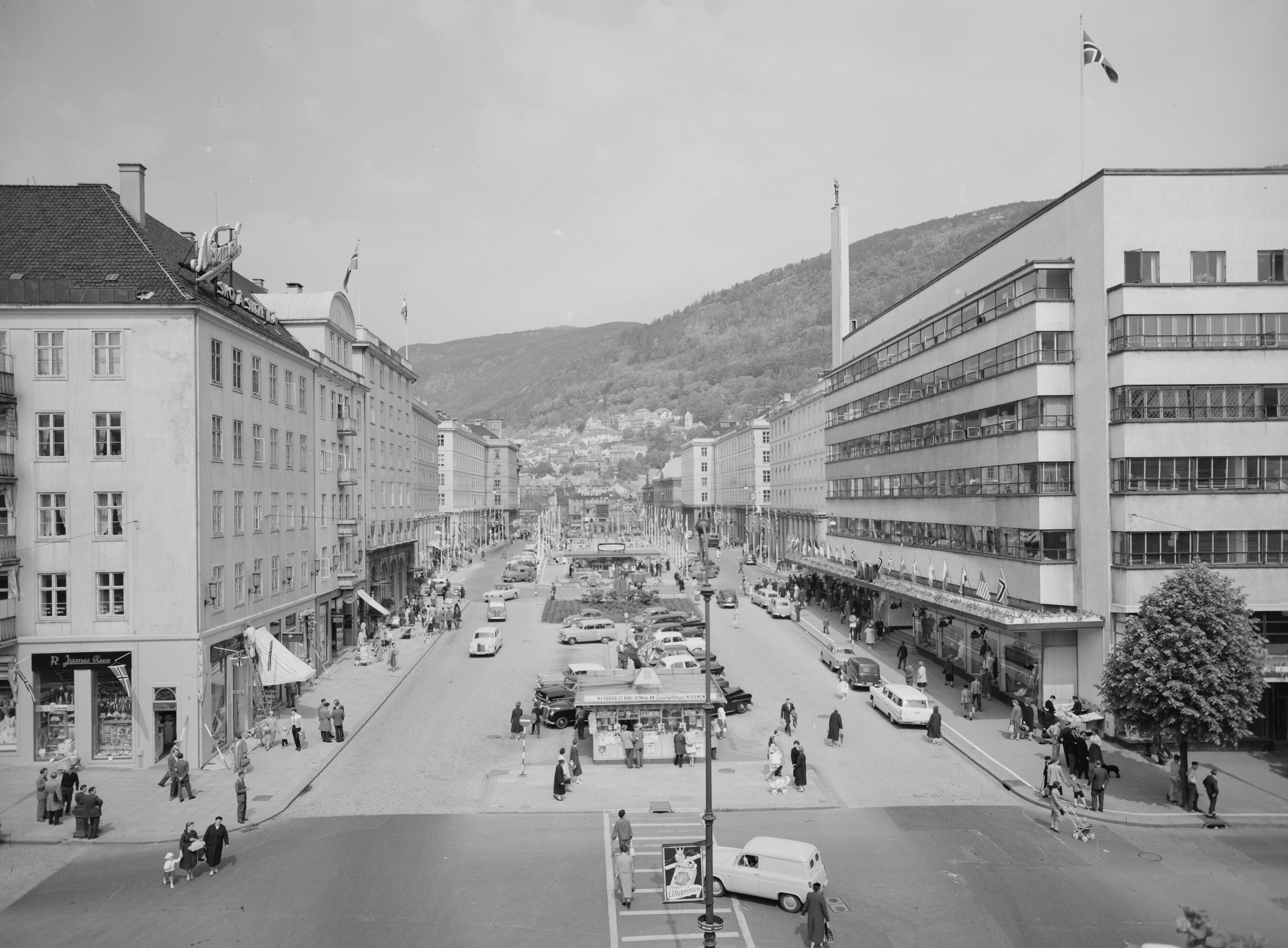
Vor 1959

Der Torgallmenningen ist ein Platz in der norwegischen Stadt Bergen.

## Lage
Er befindet sich zentral in der Innenstadt von Bergen und erstreckt sich langgezogen über mehr als 150 Meter, bei einer Breite zwischen 38 und 48 Metern, von Südwesten nach Nordosten. Im Süden geht der Platz in den Kong Olav Vs plass über, im Norden des Platzes schließt sich die Straße Torgallmenningen an, die ihrerseits in die Straße Torget mündet.
Auf die Westseite des Platzes münden von Süden nach Norden die Straßen Markeveien, Valkendorfsgaten und Strandgaten, auf der Ostseite die Straßen Starvhusgaten, Rådhusgaten und Småstrandgaten ein.

## Architektur und Geschichte
Der Platz wurde im Jahr 1582 nach einem Stadtbrand angelegt. Er diente als breite Schneise in der Bebauung dem Brandschutz und sollte so vor der Ausbreitung von Stadtbränden schützen. Der heutige Name, bis 1993 Torgallmenning geschrieben, wird seit 1702 genutzt und leitet sich von Torg (Markt) und Allmenning (in Bergen eine dem Brandschutz dienende, der ganzen Bevölkerung (alle menn) zur Nutzung zustehenden Fläche) ab. Die Stadtbrände von 1702 und 1916 waren jedoch so stark, dass sie den Torgallmenningen überwanden und zu großen Schäden in der Innenstadt führten. Ab den 1870er Jahren waren um den Platz fünf- bis sechsgeschossige großstädtische Häuser entstanden, die jedoch durch den Stadtbrand vom 15. auf den 16. Januar 1916 weitgehend zerstört wurden. 
In den 1920er Jahren kam es zu einer Neubebauung. Der Plan für den Wiederaufbau des Gebiets stammte dabei von Albert Lillienberg, Karl Samuelson und Georg Greve. Es wurde eine Umbauung unter Verwendung von Säulen und Überdachungen vorgesehen, die jedoch nur zum Teil an der Eckbebauung umgesetzt wurde. Für den Platz selbst war ein eigener Wettbewerb ausgeschrieben worden, den Nils W. Grimnes und Egil Haanshus gewannen. Sie stießen jedoch auf Ablehnung bei den Grundstückseigentümern. Entlang des Platzes entstanden dann vom 1920 beauftragten Architekten Finn Berner nach einem 1923 vorgelegten Entwurf Bauten im Stil des Neoklassizismus. Die Fassaden der oberen vier Geschosse der sechsgeschossigen Bauten sind schlicht gestaltet und glatt verputzt. 1938 entstand an der Südostecke des Platzes das Kaufhaus Sundt. 
Im Jahr 1999 erfolgte für 40 Millionen Norwegische  Kronen eine Restaurierung der Gebäude. Dabei wurden vor den meisten den Platz umgebenden Gebäuden auch transparente Vordächer errichtet, um ein flanieren auch bei Regen zu ermöglichen. Es wurden dafür 24 etwa sechs Meter hohe Säulen aus schwedischem Granit errichtet, die der Bildhauer Bård Breivik gestaltete. Diese Gestaltung war umstritten. Zum Teil weigerten sich Gebäudeeigentümer zunächst, die Umbauten an ihren Gebäuden vornehmen zu lassen. Der verwendete Granit erwies sich dann als problematisch, da er im Bergener Klima riss und größere Granitstücke abbrachen und herunter stürzten. 
Am nördlichen Ende des Platzes steht das 1950 eingeweihte Sjømannsmonumentet und im Süden, schon auf dem Kong Olav Vs plass, das 1993 errichtete Monument Den blå stein.